# Шевийотт, Луиза
Луиза Шевийотт (фр. Louise Chevillotte; род. 2 марта 1995, Париж) — французская актриса театра и кино. Наиболее известна главными женскими ролями в фильмах Филиппа Гарреля «Любовник на день» и «Соль слёз».

## Биография
Родилась 2 марта 1995 года в семье актрисы Сесиль Манье. В 2017 году окончила высшую национальную консерваторию драматического искусства в Париже, где была замечена режиссёром Филиппом Гаррелем и в 2015 году, сыграл одну из главных ролей (Ариадны) в его фильме «Любовник на день» вместе с Эриком Каравакой и Эстеро Гаррелем. Фильм был представлен на Каннском кинофестивале 2017, где получил положительные отзывы от критиков. Затем провела год в секции драматического искусства австрийского консерватория Моцартеум.
В обзоре фильма для газеты Slate, критик отметил что «Луиза Шевийотт своей притягательной подростково-взрослой игрой стала одной из открытий Академии киноискусства в 2018 году», в том же году она была удостоена премии «Откровение» кинопремии Сезар. В 2019 году, приняла участие в фильме Надава Лапида — Синонимы, которой получил награду Золотой медведь на Берлинском кинофестивале.

## Фильмография
| Год  | Название            | Роль         | Примечание  |
| ---- | ------------------- | ------------ | ----------- |
| 2017 | Любовник на день    | Ариана       |             |
| 2019 | Синонимы            | Каролина     | [ 3 ]       |
| 2020 | Соль слёз           | Женевьева    |             |
| 2020 | Искушение           | Кристина     | [ 3 ]       |
| 2021 | Событие             | Оливия       |             |
| 2021 | Le monde après nous | Элиза Коллет | [ 3 ] [ 6 ] |
| 2022 | Les hautes herbes   | Люсия        |             |